# Municipio de Dalgopol
El municipio de Dalgopol (en búlgaro: Община Дългопол) es un municipio búlgaro perteneciente a la provincia de Varna.
En 2011 tiene 14 389 habitantes, el 41,13% turcos, el 40% búlgaros y el 4,76% gitanos. La capital municipal es Dalgopol, donde vive la tercera parte de la población del municipio.
Se ubica en la esquina suroccidental de la provincia.

## Localidades
En el municipio hay 16 localidades:
| Localidad   | Cirílico    | Población (diciembre de 2009) |
| ----------- | ----------- | ----------------------------- |
| Dalgopol    | Дългопол    | 4829                          |
| Arkovna     | Арковна     | 98                            |
| Asparuhovo  | Аспарухово  | 652                           |
| Boryana     | Боряна      | 283                           |
| Kamen Dyal  | Камен дял   | 217                           |
| Komunari    | Комунари    | 103                           |
| Krasimir    | Красимир    | 85                            |
| Lopushna    | Лопушна     | 909                           |
| Medovets    | Медовец     | 1689                          |
| Partizani   | Партизани   | 1113                          |
| Polyatsite  | Поляците    | 833                           |
| Royak       | Рояк        | 259                           |
| Sava        | Сава        | 272                           |
| Sladka Voda | Сладка вода | 49                            |
| Tsonevo     | Цонево      | 2403                          |
| Velichkovo  | Величково   | 557                           |
| Total       |             | 14 364                        |